# Gilet (kommunhuvudort)
Gilet är en kommunhuvudort i Spanien.   Den ligger i provinsen Província de València och regionen Valencia, i den östra delen av landet, 300 km öster om huvudstaden Madrid. Gilet ligger 82 meter över havet och antalet invånare är 2 118.
Terrängen runt Gilet är kuperad västerut, men österut är den platt. Runt Gilet är det tätbefolkat, med 411 invånare per kvadratkilometer. Närmaste större samhälle är Sagunto, 4,3 km öster om Gilet. Trakten runt Gilet består till största delen av jordbruksmark.